# I Need Romance
I Need Romance (hangul: 로맨스가 필요해; rr: Romaenseuga Pilyohae) é uma telenovela sul-coreana exibida pela emissora tvN de 13 de junho a 2 de agosto de 2011, com um total de dezesseis episódios. É estrelada por Jo Yeo-jeong, Kim Jeong-hoon, Choi Yeo-jin, Choi Song-hyun e Choi Jin-hyuk. Seu enredo refere-se a vida amorosa de três mulheres na faixa dos trinta anos de idade e tornou-se popular entre espectadoras de 20 e 30 anos, por representar as mulheres contemporâneas de maneira realista.

## Enredo
Exibe as aventuras de três melhores amigas de trinta e poucos anos à procura de amor na atual Seul. Sun Woo In-young (Jo Yeo-jeong) é a gerente de um hotel, que namora o diretor de cinema Kim Sung-soo (Kim Jeong-hoon) por dez anos até descobrir uma traição dele. Park Seo-yeon (Choi Yeo-jin) administra uma loja de roupas online e possui um estilo de vida livre onde busca somente o que deseja. Já Kang Hyun-joo (Choi Song-hyun), é uma advogada que possui sua vida controlada pela mãe. Ela é dispensada pelo namorado de três anos Kim Tae-woo (Heo Tae-hee), com quem não teve um relacionamento mais íntimo. 

## Elenco

### Principal
- Jo Yeo-jeong como Sunwoo In-young
- Kim Jeong-hoon como Kim Sung-soo
- Choi Yeo-jin como Park Seo-yeon
- Choi Song-hyun como Kang Hyun-joo
- Choi Jin-hyuk como Bae Sung-hyun

### De apoio
- Ha Yeon-joo como Yoon Kang-hee
- Kim Hyung-min como Kim Deok-soo
- Ricky Kim como Alex
- Lee Kwan-hoon como Seo Joon-yi
- Heo Tae-hee como Kim Tae-woo

### Participações especiais
- Jung Yoo-chan como o homem do aeroporto (episódio 4)
- Lee Da-hee como Lee Min-jung (episódio 16)
- Park Woo-chun como Jung Hae-woon (episódio 16)
- Kim So-yeon como a jovem namorada de Sung-soo (episódio 16)

## Spin-off
Após a exibição de I Need Romance em 2011, a série recebeu dois spin-offs, sendo eles: I Need Romance 2012 (2012) e I Need Romance 3 (2014).